# Comtat de Jefferson (Oklahoma)
El Comtat de Jefferson (en anglès: Jefferson County) és un comtat localitzat a la part meridional de l'estat estatunidenc d'Oklahoma. Tenia una població de 6.472 habitants segons el cens dels Estats Units del 2010, el qual és un total de 346 habitants menys que en el cens del 2000. La seu de comtat (capital) és Waurika.

## Geografia
Segons l'Oficina del Cens dels Estats Units, el comtat té una àrea total de 2.004,7 quilòmetres quadrats, dels quals 1.965,8 quilòmetres quadrats són terra i 38,8 quilòmetres quadrats (1,95%) són aigua.

### Autovies principals
- U.S. Highway 70
- U.S. Highway 81
- State Highway 5
- State Highway 32
- State Highway 89

### Comtats adjacents
|  |  |  |
|  |  |  |
|  |  |  |

## Demografia

Piràmide de població del Comtat de Jefferson l'any 2000

Segons el cens del 2000, hi havia 6.818 persones, 2.716 llars, i 1.863 famílies residint en el comtat. La densitat de població era d'unes 3 persones per quilòmetre quadrat. Hi havia 3.373 cases en una densitat d'unes 2 per quilòmetre quadrat. La composició racial del comtat era d'un 87,14% blancs, un 0,69% negres o afroamericans, un 5,24% natius americans, un 1,13% asiàtics, un 0,03% illencs pacífics, un 2,86% d'altres races, i un 2,92% de dos o més races. Un 7,01% de la població eren hispànics o llatinoamericans de qualsevol raça.
Hi havia 2.716 llars de les quals un 29,20% tenien menors d'edat vivint-hi, un 55,60% eren parelles casades vivint juntes, un 9,20% eren dones vivint soles, un 31,40% no eren famílies. Un 28,80% de totes les llars eren viscudes per una persona i un 15,40% tenien algú d'edat 65 o més vivint sol. De mediana, la mida de la llar era de 2,38 persones i la mida de la família era de 2,92 persones.
Pel comtat la població s'estenia en un 24,00% menors de 18 anys, un 7,20% de 18 a 24 anys, un 25,40% de 25 a 44 anys, un 23,30% de 45 a 64 anys, i un 20,10% majors de 64 anys. L'edat mediana era de 40 anys. Per cada 100 dones hi havia 94,70 homes. Per cada 100 dones d'edat 18 o més, hi havia 93,80 homes.
L'ingrés anual de mediana per a una llar en el comtat era de 23.674 $, i l'ingrés de mediana anual per a una família era de 30.563 $. Els homes tenien un ingrés de mediana anual de 25.915 $, mentre que les dones en tenien de 16.589 $. La renda per capita pel comtat era de 12.899 $. Un 16,30% de les famílies i un 19,20% de la població estava per sota del llindar de la pobresa, incloent-hi dels quals un 23,30% eren menors de 18 anys i un 18,40% eren majors de 64 anys.

## Entitats de població
| - Addington - Altee - Cornish - Fleetwood | - Grady - Hastings - Irving - Oscar | - Petersburg - Ringling - Ryan - Sugden | - Terral - Waurika |